# Eduard Clam-Gallas
Eduard hrabě Clam-Gallas (německy Eduard Friedrich Wenzel Graf von Clam-Gallas) (14. března 1805, Praha – 17. března 1891, Vídeň) byl český šlechtic a rakouský generál. Od mládí sloužil v armádě a díky šlechtickému původu rychle postupoval v hodnostech, jako vyšší důstojník se vyznamenal v revolučních letech 1848–1849 v Itálii a Uhrách. V letech 1852–1866 zastával funkci zemského velitele v Českém království a v roce 1861 dosáhl hodnosti generála jezdectva. Jako vojevůdce zcela selhal za prusko-rakouské války, kdy byl poražen v několika bitvách v Čechách a ještě téhož roku z armády propuštěn. Byl nositelem Řádu Marie Terezie a rytířem Řádu zlatého rouna. Jako dědic rodových majetků v severních Čechách patřil do desítky největších pozemkových vlastníků v Českém království (Liberec, Frýdlant). 

## Životopis

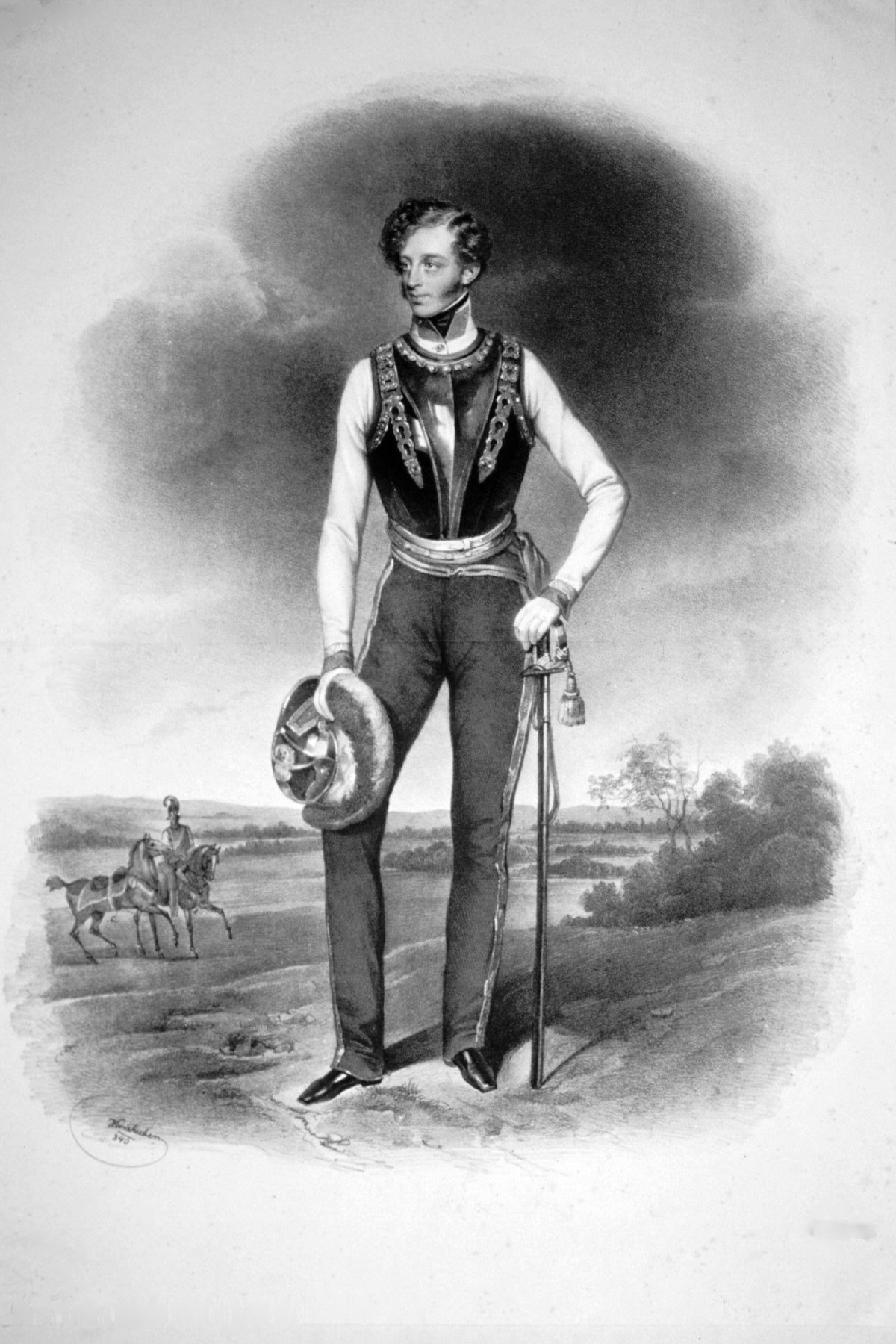
Plukovník hrabě Eduard Clam-Gallas (1840, litografie, Josef Kriehuber)

Pocházel ze starého šlechtického rodu Clam-Gallasů, narodil se v Praze jako druhorozený syn nejvyššího maršálka Českého království Kristiána Kryštofa Clam-Gallase (1771–1838), matka Josefína (1777–1828) pocházela z rodu Clary-Aldringenů. Eduard vstoupil do rakouské armády v roce 1823 jako kadet a již ve dvaceti letech byl nadporučíkem u 4. kyrysnického pluku. V hodnosti rytmistra byl v roce 1828 převelen k 3. husarskému pluku v Uhrách. U této jednotky byl v roce 1835 povýšen na majora a následně postoupil na podplukovníka (1838). Od roku 1839 byl jako plukovník velitelem 8. kyrysnického pluku v Poděbradech. K datu 16. listopadu 1846 byl povýšen do hodnosti generálmajora a stal se velitelem brigády v pevnosti Josefov.
V revolučním roce 1848 byl odvelen do Itálie, kde se pod maršálem Radeckým vyznamenal v bitvě u Santa Lucie poblíž Vicenzy a v bitvě u Custozy. K datu 30. dubna 1849 byl povýšen do hodnosti polního podmaršála a jako velitel armádního sboru o síle 7 000 vojáků a 600 koní velel proti maďarským povstalcům v Sedmihradsku.

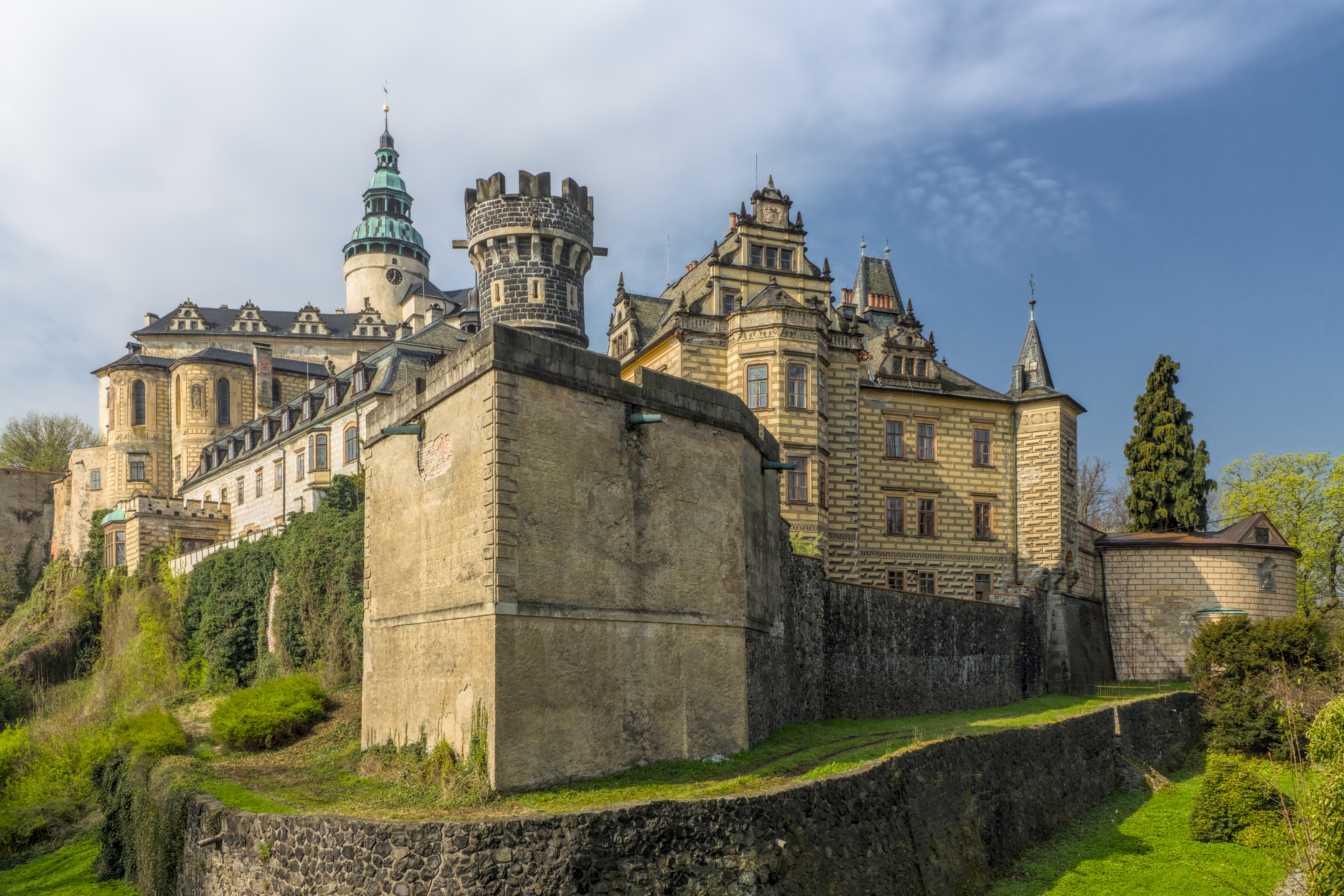
Zámek Frýdlant

V letech 1849–1852 byl velitelem 1. armádního sboru ve Vídni, následně řadu let zastával funkci zemského velitele v Českém Království (1852–1866). Jako zemský velitel v Čechách se usadil v rodovém paláci v Praze, kde přistoupil k zásadní proměně interiérů a vzniku reprezentačních prostor včetně nově zřízeného mramorového sálu.Během druhé italské války za nezávislost (1859) se zúčastnil bitvy u Magenty a u Solferina proti francouzskéhmu maršálovi Mac-Mahonovi. I když zde neuspěl a celá válka skončila rakouskou porážkou, na jeho postavení v armádě to nemělo vliv, v roce 1861 byl povýšen do hodnosti generála jezdectva a setrval na pozici zemského velitele v Čechách.
Na začátku prusko-rakouské války byl jmenován velitelem 1. armádního sboru a měl za úkol zabránit vniknutí pruské armády do východních Čech. Kvůli vlastním taktickým pochybením i nejasným příkazům z vrchního velení utrpěl v rychlém sledu několik porážek (střetnutí u Kuřívod, bitva u Mnichova Hradiště), tragickým fiaskem byla bitva u Jičína (29. června 1866), po níž byl z bojiště odvolán, formálně byl z armády propuštěn až v roce 1868.
Za své selhání ve válce byl povolán před válečný soud, soudní stíhání ale zastavil císař František Josef s ohledem na jeho vysoké společenské postavení, což se týkalo i dalších velitelů (Alfred von Henikstein, Wilhelm von Ramming). Clam-Gallas nicméně mezitím sepsal pamflet, v němž ze zásadních pochybení ve válce nepřímo obvinil vrchního velitele Benedeka, jímž byl vyzván na souboj, k tomu ale nakonec nedošlo. 
Po odchodu do výslužby se věnoval správě rodových statků, angažoval se ale ve veřejném životě na Liberecku, v letech 1865–1870 byl předsedou libereckého okresního zastupitelstva a v Liberci získal také čestné občanství. Regionální autoritu si získal i jako mecenáš, podporoval různé spolky a finančně přispíval vdovám po válečných veteránech.
Zemřel 17. března 1891 několik dní po svých 86. narozeninách v rodovém paláci ve Vídni, jako český zemský patriot však ve své poslední vůli výslovně žádal o uvedení trvalého pobytu v Praze, kde byl úředně hlášen bytem v Clam-Gallasově paláci v Karlově ulici. O týden později byl pochován v rodové hrobce v kostele Navštívení Panny Marie v Hejnicích.

## Majetek

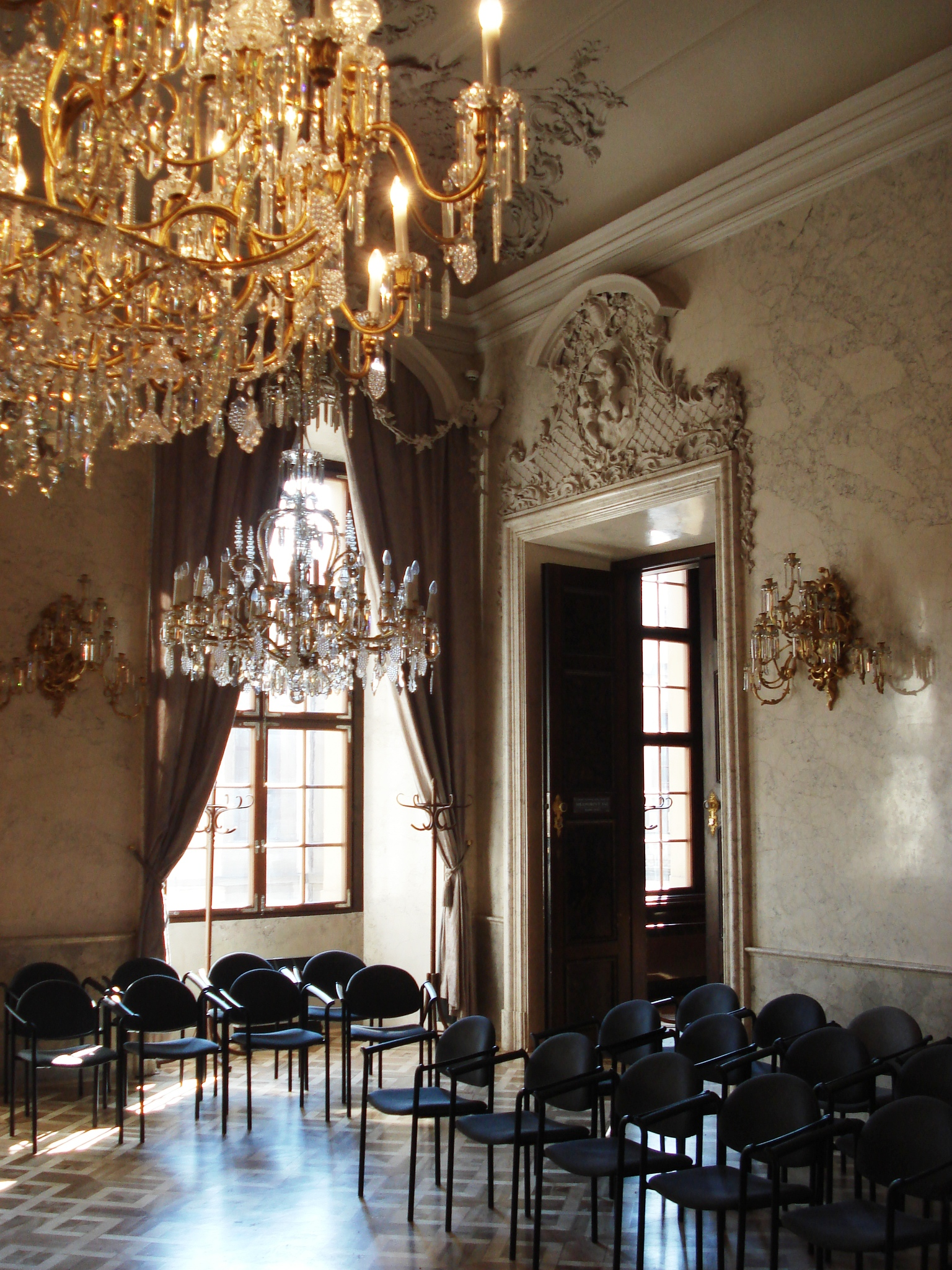
Mramorový sál v Clam-Gallasovském paláci (Praha)

Po otci byl dědicem rozsáhlých statků v severních Čechách, jeho majetkem byly velkostatky Frýdlant, Liberec, Grabštejn a Lemberk. Jejich celková rozloha byla přibližně 32 000 hektarů půdy s hodnotou tři milióny zlatých, což z Eduarda Clam-Gallase činilo šestého nejbohatšího pozemkového vlastníka v Čechách. Hlavní rodovou rezidencí byl zámek Frýdlant, který byl jako první památkový objekt v Čechách již od roku 1801 zpřístupněn veřejnosti. Z iniciativy Františka Palackého sem byl v roce 1842 pozván Karel Jaromír Erben, aby uspořádal rodový archiv. Po odchodu do výslužby inicioval Eduard Clam-Gallas rozsáhlé stavební úpravy frýdlantského zámku, jejichž autorem byl vídeňský stavitel Wilhelm Heck (1867–1870). Zámek byl přestavěn v novorenesančním stylu a dostal nové sgrafitové fasády, adaptace se dotkly i interiérů. Skutečným sídlem rodiny byl ale v té době zámek v Liberci, kde k přestavbě došlo již v letech 1850–1854 (architekti Friedrich August Stache, Heinrich Ferstel). Menší úpravy probíhaly i na dalších clam-gallasovských sídlech (zámku Lemberk, Grabštejn). Pro příležitostné pobyty rodiny a hostů na honech sloužil lovecký zámek Nová Louka, odkoupený v roce 1844 od sklářské rodiny Riedelů.

## Tituly a ocenění
Jako příslušník staré šlechtické rodiny byl v roce 1828 jmenován c. k. komořím a ve funkci zemského velitele v Čechách obdržel v roce 1853 titul c. k. tajného rady s nárokem na oslovení Excelence. Jako významný pozemkový vlastník byl v roce 1861 jmenován doživotním členem rakouské Panské sněmovny. Během vojenské kariéry se stal nositelem několika vysokých vyznamenání, mimo jiné obdržel rytířský kříž prestižního Řádu Marie Terezie a v roce 1862 byl jmenován rytířem Řádu zlatého rouna. Za účast ve válkách získal i ocenění od zahraničních panovníků.

### Rakousko
- Řád zlatého rouna (1862)
- Řád železné koruny I. třídy (1852)
- rytíř Vojenského řádu Marie Terezie (1848)
- komandérský kříž Leopoldova řádu s válečnou dekorací (1848)

### Zahraničí
- rytíř Řádu bílé orlice (Rusko)
- rytíř Řádu sv. Alexandra Něvského (Rusko)
- Řád svaté Anny I. třídy s meči a brilianty (Rusko)
- Řád červené orlice I. třídy s brilianty (Prusko)
- komandér Královského hohenzollernského domácího řádu (Prusko)
- velkokříž Řádu Guelfů (Hannoversko)
- Řád routové koruny (Sasko)

## Rodina
Jako mladý důstojník se ve dvacátých letech tajně zasnoubil s vídeňskou herečkou a zpěvačkou Henriettou Sonntagovou (1806–1854), sňatek ale vzhledem k jeho společenskému postavení nepřicházel v úvahu. Zasnoubení zrušil a řadu let se dalším kontaktům s ženami vyhýbal. Sňatek uzavřel až v roce 1850 již jako vysoce postavený generál císařské armády. Dne 28. dubna 1850 se ve Vídni oženil s hraběnkou s Klotyldou z Ditrichštejna (26. 6. 1828 – 31. 10. 1899), která byla nejmladší dcerou knížete Josefa Ditrichštejna (1798–1858) a jednou z dědiček obrovského majetku vymřelého rodu Ditrichštejnů. Při rozdělování ditrichštejnského dědictví si Klotylda vylosovala velkostatky na Vysočině (Polná, Přibyslav, Žďár nad Sázavou, Vojnův Městec) v hodnotě 1 800 000 zlatých. Jejím majetkem se stal také Ditrichštejnský palác ve Vídni. Klotylda byla c. k. palácovou dámou, dámou Řádu hvězdového kříže a čestnou dámou Maltézského řádu. Z manželství se narodily tři děti:
- 1. Eduardina (3. 11. 1851, Praha – 2. 8. 1925, Opatija), c. k. palácová dáma, dáma Řádu hvězdového kříže, čestná dáma Maltézského řádu, spoludědička velkostatků Žďár nad Sázavou, Přibyslav, Polná, Pohled, manž. 1871 Johann Karl Khevenhüller-Metsch (19. 12. 1839, Ladendorf – 11. 9. 1905, Riegersburg), poslanec českého zemského sněmu a říšské rady, člen Panské sněmovny, rytíř Řádu zlatého rouna, majitel velkostatku Komorní Hrádek
- 2. František (26. 7. 1854, Liberec – 20. 1. 1930, Frýdlant), poslední mužský příslušník rodu Clam-Gallasů, manž. 1882 Marie z Hoyos-Sprinzensteinu (12. 8. 1858 – 5. 1. 1938, Vídeň)
- 3. Klotylda (5. 9. 1859, Liberec – 8. 11. 1947, Vídeň), c. k. palácová dáma, dáma Řádu hvězdového kříže, spoludědička velkostatků Žďár nad Sázavou, Přibyslav, Polná, Pohled,  manž. 1880 hrabě Koloman Festetics de Tolna (25. 11. 1847, Budapešť – 13. 10. 1928, Gyöngyös), c. k. komoří

Jeho švagrem byl generál Alexandr Mensdorff-Pouilly (1813–1871), v letech 1864–1866 rakouský ministr zahraničí, který byl podílníkem na dědictví rodu Ditrichštejnů (Mikulov) a od roku 1868 knížetem Dietrichstein-Mensdorff-Pouilly.